# Ersfeld
Ersfeld település Németországban, Rajna-vidék-Pfalz tartományban. Lakosainak száma 70 fő (2023. december 31.).

## Népesség
A település népességének változása:
| Lakosok száma | 68   | 74   | 64   | 68   | 68   | 70   |
|               | 1975 | 2017 | 2019 | 2021 | 2022 | 2023 |